# Világhy Miklós
Világhy Miklós (Szolnok, 1916. október 22. – Budapest, 1980. február 24.) magyar jogtudós, egyetemi tanár, a Magyar Tudományos Akadémia levelező tagja. Tudományos munkásságát a polgári jog, ezen belül a szellemi alkotások jogára, a szerzői jogra és az iparjogvédelemre. 1953 és 1956 között az Eötvös Loránd Tudományegyetem Állam- és Jogtudományi Karának dékánja, majd 1957-ig az egyetem rektora. 1962 és 1965 között az egyetem tudományos rektorhelyettese.

## Életpályája
Fiatalkorát Szolnokon és Budapesten töltötte. 1939-ben szerezte meg egyetemi doktori címét a Budapesti Tudományegyetem Jog- és Államtudományi Karán. Diplomájának megszerzése után a budapesti törvényszéken bírósági fogalmazónak helyezkedett el, majd 1942-ben letette az egységes bírói-ügyvédi szakvizsgát.
1942-ben először járásbíróként kezdett el dolgozni, majd áthelyezték a budapesti főtáblára. Bíróként elsősorban polgári ügyekkel foglalkozott. 1945-ben az Igazságügyi Minisztérium magánjogi és közigazgatási jogi osztályának vezetőjévé nevezték ki, majd egy évvel később átkerült az Iparügyi Minisztériumba, ahol a törvény-előkészítő főosztály munkatársa, majd 1949-ben főosztályvezetője lett.
Minisztériumi állásai mellett az Eötvös Loránd Tudományegyetem (ELTE) Állam- és Jogtudományi Kar II. számú Polgári Jogi Tanszékének oktatója volt (még a jogelőd intézménynél, a Pázmány Péter Tudományegyetemen kezdte az oktatást 1949-ben). Kezdetben polgári jogból és munkajogból tartott előadásokat. 1950-ben az akkor még II. számú tanszéknek nevezett egység vezetőjévé nevezték ki. 1956-ban a különálló polgári jogi tanszék vezetője lett. Közben 1953-ban megkapta egyetemi tanári kinevezését.
1953-ban az Állam- és Jogtudományi Kar dékánjává választották, mely tisztségét 1956-ig töltötte be, amikor az ELTE rektora lett. Rektorsága mindössze 1957-ig tartott. 1962-ben lett ismét egyetemi vezető, amikor az ELTE tudományos rektorhelyettesévé választották három évre. 1965-ben távozott e tisztségéből. Miután 1953-ban megvédte az állam- és jogtudományok kandidátusi, 1969-ben pedig akadémiai doktori értekezését, az MTA Állam- és Jogtudományi Bizottságának lett tagja. 1973-ban megválasztották a Magyar Tudományos Akadémia levelező tagjává. 1978-ban lemondott tanszékvezetői tisztségéről. Két évvel később hunyt el Budapesten.

## Munkássága
Tudományos működése során polgári, illetve nemzetközi magánjogi kérdésekkel, illetve érintőlegesen munkajoggal foglalkozott. Szűkebb szakterületei a gazdaság és a jog összefüggései, a tulajdonjog és az iparjogvédelem voltak.
Az 1940-es évek végén és az 1950-es évek elején fontos szerepe volt kora államosításainak jogi hátterének megalapozásában, valamint Eörsi Gyulával együtt részt vett az 1959-es polgári törvénykönyv) kidolgozásában. Az általa kidolgozott áruviszony-elmélete beépült a kor polgári jogába. Emellett kiterjedt kutatásokat folytatott a szellemi alkotások joga, a szerzői jog és az iparjogvédelem terén, illetve a nemzetközi magánjog a szocialista felfogási rendszerbe történő vizsgálatával és kodifikációjával.
Szintén Eörsivel a 20. századi magyar polgári jog fontos művelőjeként és mestereként tartják számon. Alatta tanult többek között Harmathy Attila, Vékás Lajos és Lenkovics Barnabás. Számos egyetemi tankönyv, jegyzet, egyéb publikáció szerzője vagy társszerzője volt.

## Főbb publikációi
- Az iparvállalatok államosítása (Bernard Auréllal, 1948)
- A gazdasági jog problémája (1951)
- Magyar polgári jog I–II. (egyetemi tankönyv, Eörsi Gyulával, 1962, 1965)
- A Polgári Törvénykönyv a gyakorlatban. Száz jogeset (Benedek Károllyal, 1965)
- A jogi személy problémája (1974)
- Gazdaságpolitika és polgári jog (1978)

## Emlékezete
2016. október 19-én Budapesten, a Magyar Jogász Egylet emlékülést rendezett a jogtudós születésének századik évfordulója alkalmából. Trócsányi László igazságügyi miniszter megnyitója után Vékás Lajos, az MTA alelnöke, Világhy Miklós tanítványa méltatta egykori professzorát. Az emlékülésen Verebics János egyetemi docens, valamint Sárközy Tamás, a Magyar Jogász Egylet elnöke is előadást tartott.